# Eunidia bifasciata
Eunidia bifasciata es una especie de escarabajo longicornio del género Eunidia, categorizada en la tribu Eunidiini, de la subfamilia Lamiinae. Fue descrita por Aurivillius en 1911.

## Descripción
Mide 7-12 mm de longitud.

## Distribución
Se distribuye por Angola, Etiopía, Kenia, Mozambique, Namibia, República Sudafricana, Somalia y Tanzania.